# Lalitpur (India)
Lalitpur is een stad en gemeente in het district Lalitpur van de Indiase staat Uttar Pradesh. 

## Demografie
Volgens de Indiase volkstelling van 2001 wonen er 111.810 mensen in Lalitpur, waarvan 53% mannelijk en 47% vrouwelijk is. De plaats heeft een alfabetiseringsgraad van 65%. 

## Geboren
- Abdul Karim, "the Munshi" (1863-1909), bediende en Indiase secretaris van koningin Victoria